# 左俊
左俊（1964年5月—），男，汉族，安徽颍上人，1983年7月参加工作，1994年11月加入中国共产党。中华人民共和国政治人物、第十三届全国人民代表大会安徽地区代表，财政部科研所研究生部经济学硕士。
2007年6月，任安徽省财政厅副厅长。2015年3月，任中共芜湖市委常委、常务副市长。2016年8月，任中共马鞍山市委副书记、市长。2018年2月24日，当选为第十三届全国人大代表。